# Gran Premi Ajuntament de Bilbao
El Gran Premi Ajuntament de Bilbao (en euskera Bilboko Udala Sari Nagusia, en castellà Gran Premio Ayuntamiento de Bilbao) és una competició ciclista que es disputà a Euskadi en diferents períodes de les dècades de 1940, 1950 i 1960.
La cursa es creà el 1943, donades les dificultats econòmiques de l'època per organitzar el Circuit del Nord, creat al seu torn per suplir la manca de proves ciclistes per etapes a Euskadi des de la desaparició de la Volta al País Basc. El Gran Premi Ajuntament de Bilbao suposava unes despeses menors pels organitzadors, ja que el seu nombre d'etapes era inferior al Circuit del Nord, així com el nivell dels participants.
El format de les primeres edició era de cursa per etapes, però quan la cursa es recuperà durant els anys 60 ho va fer com una clàssica.

## Palmarès
| Any  | Vencedor           | Segon               | Tercer              | Etapes |
| ---- | ------------------ | ------------------- | ------------------- | ------ |
| 1943 | Martín Mancisidor  | Julián Berrendero   | Antonio Destrieux   | 5      |
| 1944 | José Gándara       | Isidro Bejarano     | Pere Font           | 5      |
| 1952 | Senén Blanco       | Adolfo Cruz         | Andreu Trobat       | 3      |
| 1953 | Cosme Barrutia     | Miquel Bover        | Emilio Rodríguez    | 4      |
| 1954 | Ponciano Arbelaiz  | Antón Barrutia      | Manuel Rodríguez    | 3      |
| 1955 | Carmelo Morales    | Antonio Ferraz      | Joan Bibiloni       | 4      |
| 1960 | Josep Segú         | José Luis Talamillo | Anicet Utset        | 1      |
| 1961 | Juan José Sagarduy | José Bernárdez      | Federico Bahamontes | 1      |
| 1962 | Eusebio Vélez      | Antoni Karmany      | Francisco Gabica    | 1      |
| 1963 | Roberto Morales    | José Antonio Momeñe | Ventura Díaz        | 1      |
| 1964 | Manuel Martín      | José Antonio Momeñe | Sebastián Elorza    | 1      |